# Долина (Тернопільський район)

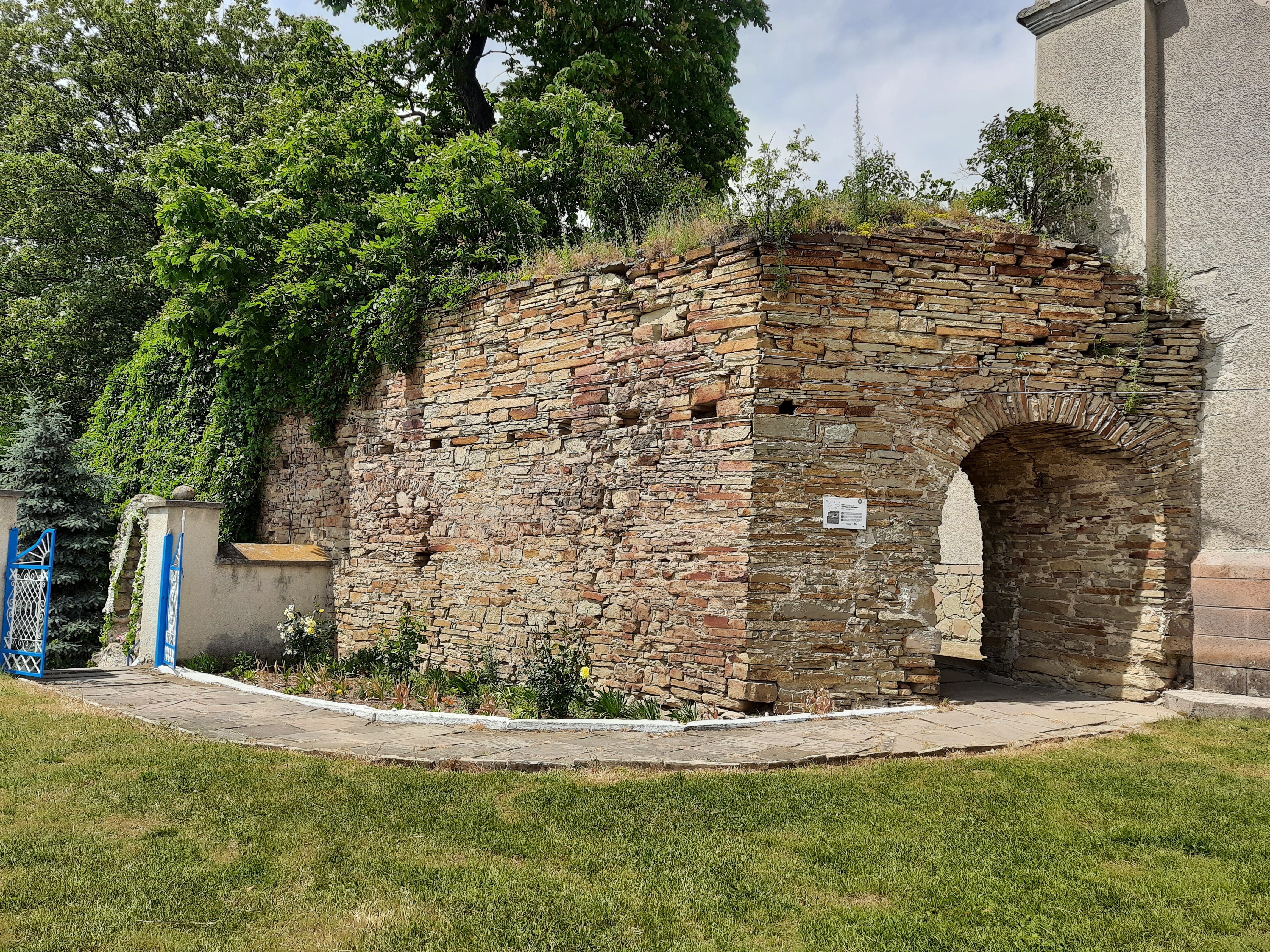
Янівський замок

Доли́на — село в Україні, у Теребовлянській міській громаді Тернопільського району Тернопільської області над річкою Серет. До 1960 року — Янів Теребовельський. Центр сільради до 2015р, якій було підпорядковане село Слобідка. Від 2015 у складі Теребовлянської міської громади.
При Долині було село Знесіння, виключене з облікових даних у зв'язку з переселенням жителів.
Населення — 804 особи (2015).

## Історія
Поблизу Долини виявлено археологічні пам'ятки пізнього палеоліту трипільської, черняхівської та давньоруської культур. 1928 року в Янові знайдено крем'яні вироби періоду середнього палеоліту (120-35 тис. років тому).
Перша писемна згадка — 1497 р.: польський король Ян I Ольбрахт із військом переходив через Янів з боку Микулинців до Яблунова.
1577 року польський шляхтич Ян Ґольський став власником (купив) село Довге, на землях котрого заснував, почав будувати містечко Янів (для відсутности плутанини називали Янів Теребовельський, існування містечка зафіксоване в 1590, 1594 роках; до 1939 року Янів зберігав статус містечка), замок. Для збільшення доходів з міста власник Ян Ґольський надав кошти для будівництва мосту через річку Серет біля Янова. Король Сиґізмунд ІІІ Ваза 1604 poky дозволив йому брати мито для утримування міста, мостів в доброму стані.
Ян Ґольський разом з дружиною Зофією були фундаторами римокатолицької парафії в Янові Теребовельському 1611 року, першого (дерев'яного), наступного - кам'яного костелів в місті.
1644 року містечко — власність Е. Стадніцької. В 1666 році власником містечка був Ґабріель Замєховський гербу Гриф. 1675 року пограбоване під час турецької навали. 1685 року Янівський замок здобув козацький загін під проводом Сулименка.
Наприкінці 19 ст. в Яневі були магістрат, повітовий суд, нотаріат, пошта, телеграф, синаґоґа. Діяли філії українських товариств «Просвіта», «Луг», «Рідна школа», кооператива.
1 серпня 1934 року було утворено сільську гміну Янів, до якої увійшли давніші навколишні гміни.
12 червня 2020 року, відповідно до розпорядження Кабінету Міністрів України № 724-р «Про визначення адміністративних центрів та затвердження територій територіальних громад Тернопільської області» увійшло до складу Теребовлянської міської громади.
19 липня 2020 року, в результаті адміністративно-територіальної реформи та ліквідації Теребовлянського району, село увійшло до складу Тернопільського району.

## Політика

### Парламентські вибори, 2019
На позачергових парламентських виборах 2019 року у селі функціонувала окрема виборча дільниця № 610832, розташована у приміщенні клубу.
Результати
- зареєстровано 595 виборців, явка 65,88%, найбільше голосів віддано за «Слугу народу» — 31,20%, за «Європейську Солідарність» — 21,48%, за Українську стратегію Гройсмана — 9,97%.[8] В одномандатному окрузі найбільше голосів отримав Микола Люшняк (самовисування) — 26,30%, за Ігоря Сопеля (Слуга народу) — 24,48%, за Романа Василіцького (Об'єднання «Самопоміч») — 19,01%[9].

## Символіка

### Герб
На червоному полі срібна лілея.

## Мікротопоніми
- Назви частин сіл: Заводи, Кут, Лапаївка, Оболоння, Сирилівка;
- Назви горбків: Берда, Загора, Рівці, Могила;Скрипка
- Назви лісів: Блавщина, Забручиха, Стінка;
- Назви піль: під Брейном, Глибока долина, Лани, Луги, Маґерівка, Сипрунів, Стависка[11].

## Поширені прізвища
Джурба, Джурман, Джус, Іванців, Марцінів, Стельмащук, Субчак, Твердохліб, Триліс, Чорній.

## Пам'ятки
- Церква Чуда Архистратига Михаїла, УГКЦ[12]
- Церква Святої Тройці (ПЦУ, колишній костел Святої Трійці, 1611—1634),[13] збудований на кошти Яна та Зоф'ї Ґольських у стилі ренесансу з елементами готики; стоїть на території замку, входив до системи його оборони; 1725 р., мурована),
- 2 «фігури» (статуї) Матері Божої
- Північна частина замку із залишками круглої вежі та рештки оборонних укріплень.

Синагога (Янів Теребовельський)

Споруджено пам'ятник воїнам-односельцям, полеглим у німецько-радянській війні (1969), встановлено пам'ятні хрести на місці загибелі 5 вояків УПА та з нагоди 2000-ліття народження Ісуса Христа, пам'ятний знак на честь 500-річчя села.

## Соціальна сфера
Діють загальноосвітня школа І-ІІ ступенів, клуб, бібліотека, амбулаторія, відділення зв'язку, ГЕС (від 1936), млин, стадіон, оздоровчий табір

## Відомі люди

### Народилися
- науковець Елеонора Палихата (Карпа), доктор педагогічних наук, професор.
- художники Я. Габура та Ю. Пинило,
- громадсько-політичний діяч у США А. Дмитришин,
- літераторка Л. Дуда (Крушельницька).
- Павлик Михайло Володимирович (1967—2022) — старший солдат Сил територіальної оборони Збройних сил України, учасник російсько-української війни[14].
- Чміль Володимир Михайлович (1979—2022) — старший лейтенант Збройних сил України, учасник російсько-української війни[15].

### Перебували
- єпископ Никита Будка,
- актор і режисер Мар'ян Крушельницький,
- письменник Володимир Гжицький.

### Померли
- Батринчук Марія — Лицар Срібного хреста заслуги УПА.

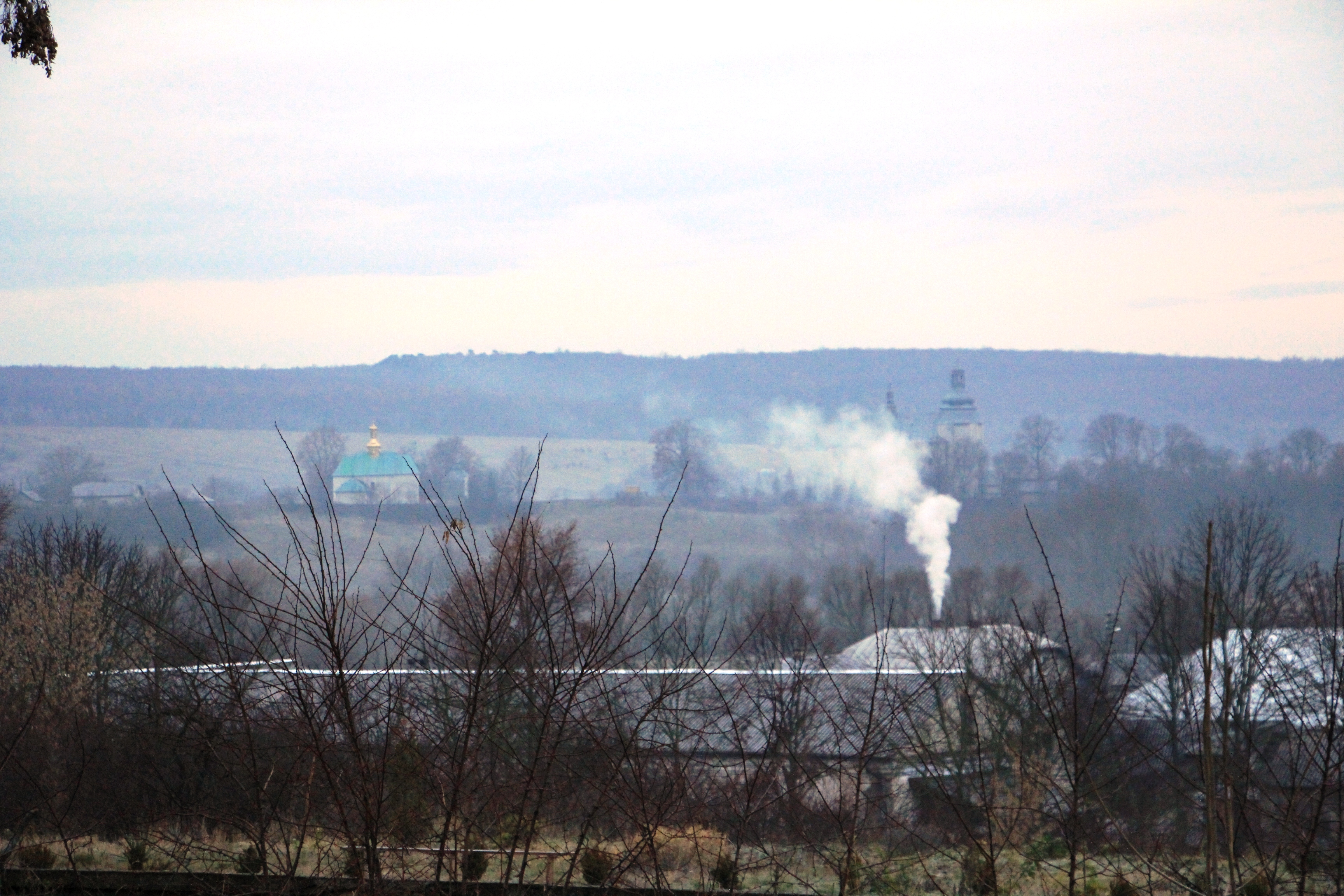
Краєвид на село
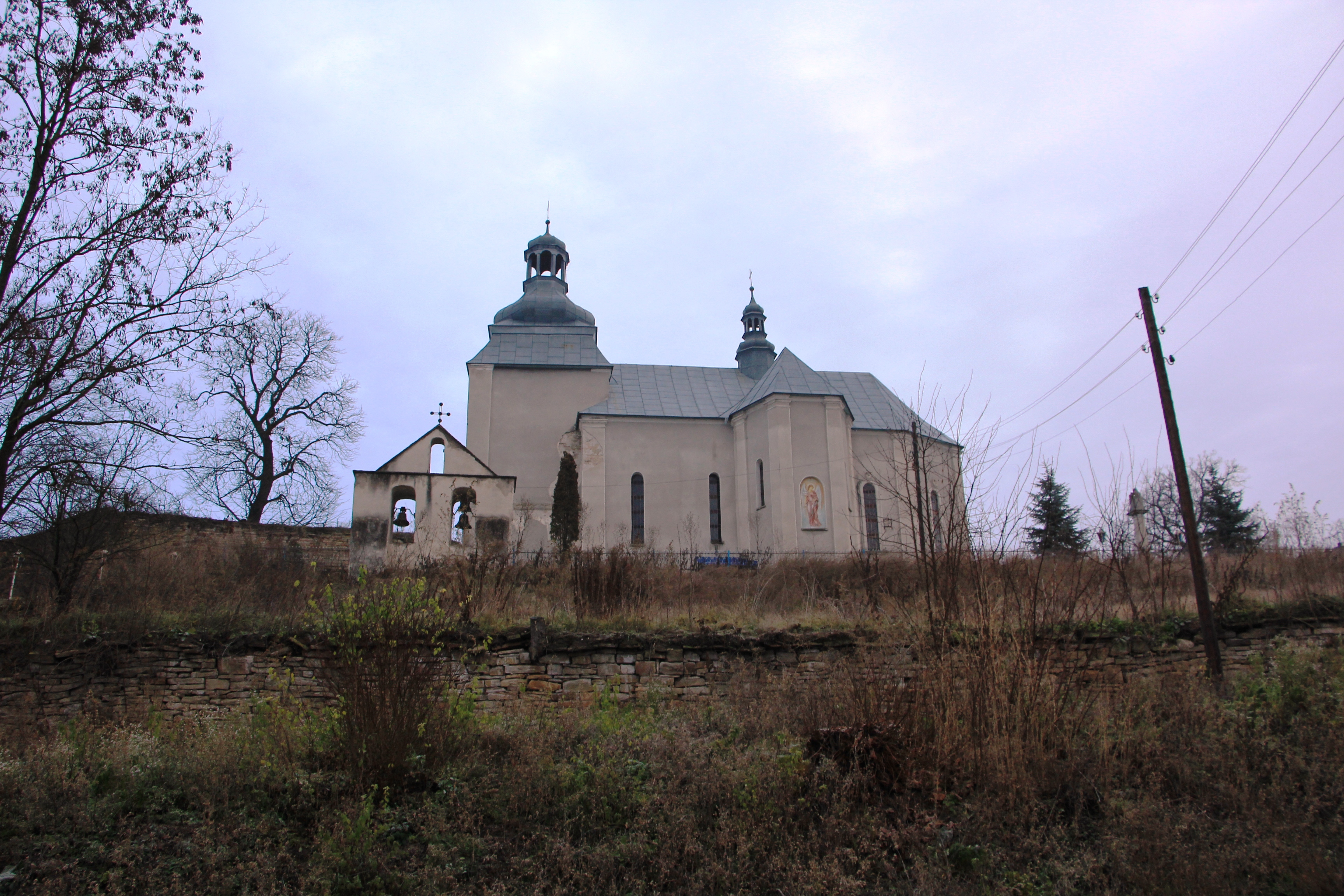
Церква Архистратига Михаїла (ПЦУ, колишній костел)
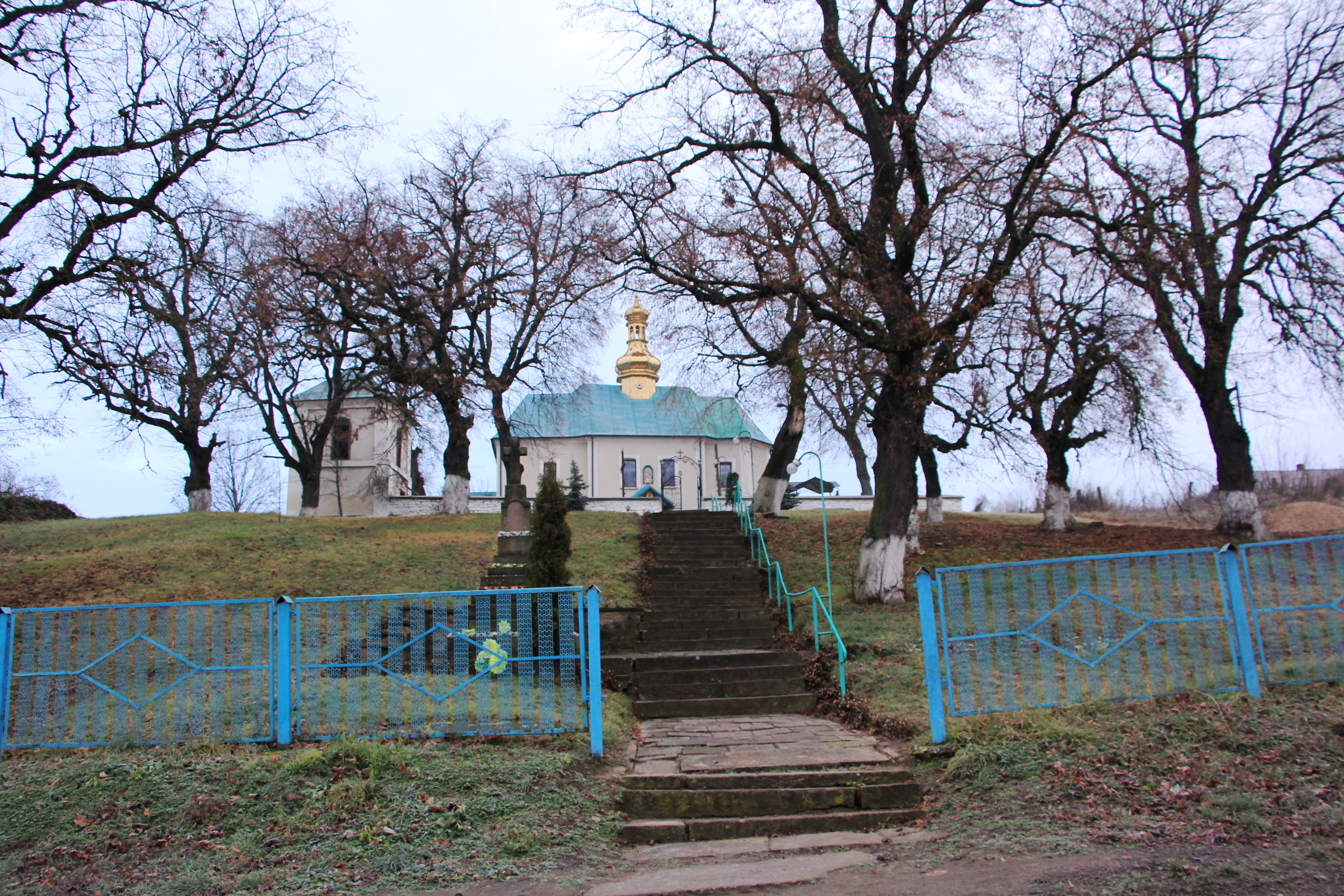
Стара мурована церква (УГКЦ)
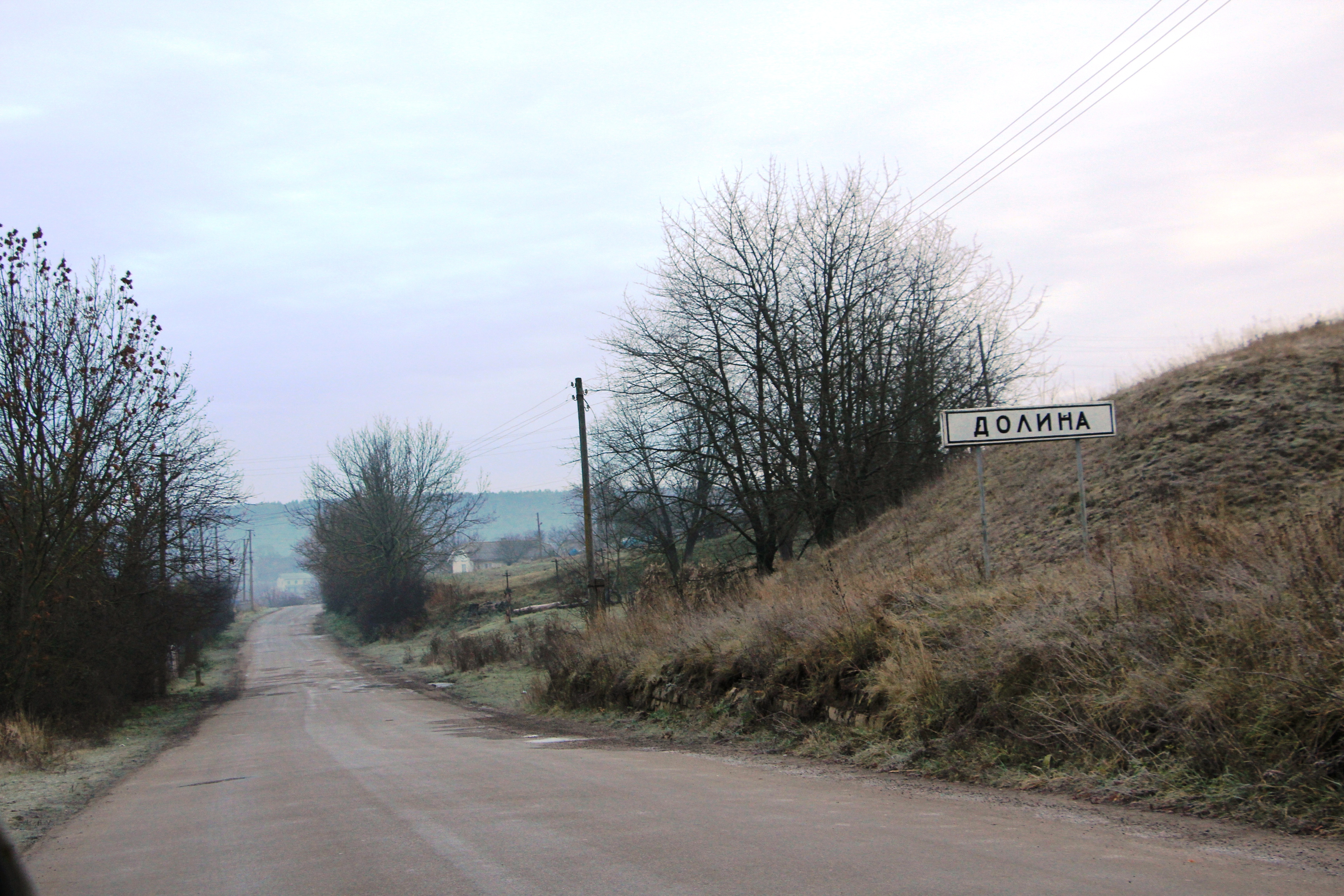
Дорожній знак на в'їзді в село Долина